# Photonis
Photonis es un empresa francesa con sede en Mérignac fundada en 1937. La empresa fabrica principalmente instrumentos ópticos de medición y registro, especialmente de uso nocturno, para fines científicos, técnicos y militares. La empresa emplea a más de mil personas en cinco fábricas, situadas en Brive-la-Gaillarde (Francia), Roden (Países Bajos), Sturbridge y Lancaster (Estados Unidos).

## Historia
Photonis se fundó en 1937 como filial del Grupo Philips. De 1963 a 1986 fue conocida como Hyperelec antes de abandonar el grupo Philips en 1998.
En 2005, se fusionó con Delft Electronic Products (antes parte del grupo Delft Instruments) y Burle (antes una división de General Electric) para formar el grupo Photonis. En 2007 se abrió una nueva sede en Mérignac.
En 2020, la empresa Teledyne está en negociaciones exclusivas para comprar la compañía al fondo francés Ardian por 509 millones de euros. Debido al interés estratégico de la empresa, la DRSD advierte del riesgo de esta venta, sobre todo por su uso en fuerzas especiales. El Gobierno francés, a través de Bruno Le Maire, anunció que se oponía a la adquisición autorizada por la ley.
Tras semanas de discusiones entre el Ministerio de las Fuerzas Armadas y el de Finanzas, el Elíseo habría retomado el asunto y abierto la puerta a la venta.
En febrero de 2021, Ardian entró finalmente en negociaciones exclusivas con el fondo de inversión francés HLD, con sede en París, para comprar Photonis. El fondo con sede en París habría ofrecido 370 millones de euros, mientras que Teledyne había ofrecido 500 millones. El nuevo comprador ha declarado que su ambición es duplicar la facturación del buque insignia francés en un plazo de 5 a 10 años, centrando la estrategia del grupo en la I+D.

## Productos
Los productos incluyen fotomultiplicadores, identificadores de imágenes, multiplicadores de electrones, detectores de rayos gamma y neutrones, y muchos dispositivos y componentes similares. Photonis es líder mundial en fotodetección.